# 寒生蒲公英
寒生蒲公英（学名：Taraxacum subglaciale）是菊科蒲公英属的植物。分布在哈萨克斯坦以及中国大陆的新疆等地，生长于海拔3,500米至4,500米的地区，多生长在高寒荒漠带，目前尚未由人工引种栽培。